# Уроки тітоньки Сови
«Уроки тітоньки Сови» (рос. Уроки тётушки Совы) — український дитячий навчальний мультсеріал виробництва ТО «Маски».

## Сюжет
Навчальні мультфільмів для дітей. До серії увійшли такі мультфільми:
- Абетка-малятко (російська та українська мова)
- Англійський та німецький алфавіт
- Арифметика-малятко
- Уроки обережності
- Уроки хорошої поведінки
- Уроки доброти
- Весела навколосвітня подорож
- Чудеса світу
- Пори року
- Уроки живої природи
- Мої домашні вихованці
- Ранкова зарядка
- Абетка безпеки на дорозі
- Весела новорічна подорож
- Дитячі фантазії
- Мудрі казки
- Всесвітна картинна галерея
- Абетка грошей
- Зообукварик
- Мультипедія

## Творці
- Автор ідеї, керівник проекту та режисер-постановник: Сергій Зарєв

### Сценарій та музика
- Автори сценарію: Сергій Зарєв, Анатолій Валевський
- Композитори: Едуард Цисельський, Олександр Бербер, Микола Безуглов, Ілона Єрошкіна

### Анімація
- Режисери-аніматори: Анатолій Валевський, Юрій Гриневич
- Художники-постановники: Сніжана Бужениця, Валентина Валевська
- Художники-аніматори: Андрій Єрмолаєв, Віктор Видиш, Катерина Морозова, Ірина Головченко, Марина Медвідь, Сергій Міндлін
- Художник-декоратор: Інна Єфименко
- Камера та монтаж анімації: Віталій Щегольов, Сергій Смирнов

### Натурні зйомки
- Режисер-постановник: Наталя Хохлова
- Оператори-постановники: Сергій Шевченко, Максим Гуцу
- Ляльки та декорації виготовили: Олександр Алексєєв, Людмила Васильєва, Наталя Асланова-Михайленко та Стас Михайленко
- Світло: Микола Шевченко, Олег Логвинов
- Постановник: Олексій Ковальов
- Транспорт: Сергій Радаєв
- Асистент режисера: Алла Гузева

### Постпродакшн
- Звукорежисери: Максим Гуцу, Олександр Бербер, Павло Кремінський
- Режисери монтажу: Олександр Каришев, Максим Гуцу

### Адміністративна група
- Виконавчі продюсери: Вікторія Левенець, Олексій Кобелєв
- Продюсери: Дмитро Вергун, Володимир Ковальчук